# الحزب الوطني الباسوتي
حزب باسوتو الوطني هو حزب سياسي محافظ في ليسوتو، وقد أسس في عام 1959 كحزب وطني سمي حزب باسوتولاند الوطني انشأه لبوا جوناثان. وقد كان رئيساً للوزراء من 1965 وحتى الانقلاب الذي حدث عام 1986.
فاز الحزب في الانتخابات الأخيرة للتجمع الوطني في، 25 مايو، 2002 بنسبة 22.4% من الأصوات وقد تحصل على 21 مقعدا من مجموع 120 من المقاعد. ولكن للسخرية فقد انتخب قائد الانقلاب في عام 1986 الجنرال ليستنق لاخانيا رئيساً للحزب، ومنذ ذلك الحين هوجم الحزب من داخله فقد رآه البعض أنـّه ليس حزباً معارضاً فعّالاً داخل البرلمان الليسوتي.